# ألبيرتو كوبوس
ألبرتو كوبوس (بالإسبانية : Alberto Cobos Periañez) و اسمه الكامل ألبرتو كوبوس بيرينيز هو عالم حفريات إسباني. يعمل في مؤسسة الحفريات المشتركة في تيرويل-دينوبوليس، في تيرويل ، إسبانيا. وهو واحد من مكتشفات Turiasaurus riodevensis، جنبا إلى جنب مع رافائيل رويو توريس ولويس الكالا.